# Tove Nielsen
Tove Nielsen (ur. 8 kwietnia 1941 w Durup w gminie Skive) – duńska polityk i nauczycielka, w latach 1973–1975 minister edukacji, deputowana do Folketingetu, posłanka do Parlamentu Europejskiego.

## Życiorys
Absolwentka Nykøbing Mors Gymnasium (1960) i szkoły nauczycielskiej Skive Seminarium (1964). Do pierwszej połowy lat 70. pracowała jako nauczycielka w gminie Skive. Zaangażowała się w działalność polityczną w ramach liberalnej partii Venstre oraz jej organizacji młodzieżowej Venstres Ungdom. W latach 1972–1973, 1975–1977 i 1979–1980 była posłanką do duńskiego parlamentu. Od 1973 do 1975 pełniła funkcję ministra edukacji w rządzie Poula Hartlinga. W latach 1978–1992 doradzała Dansk Arbejdsgiverforening, duńskiej organizacji pracodawców. W latach 1979–1994 sprawowała mandat eurodeputowanej I, II i III kadencji, pełniąc m.in. funkcję wiceprzewodniczącego frakcji liberalnych.
Komandor Orderu Danebroga (1975).